# F.U.E.P.
F.U.E.P. (Fuck You Extended Play) là EP đầu tiên của nữ nghệ sĩ thu âm người Anh Lily Allen. Nó được phát hành ngày 31 tháng 3 năm 2009 dưới hãng Capitol Records độc quyền trên các cửa hàng iTunes Hoa Kỳ. Bìa đĩa là một cảnh chụp đơn giản trong quá trình chụp hình quảng cáo cho album It's Not Me, It's You.
Trong EP gồm có một bản sạch của "Fuck You", bản cover của ca khúc "Womanizer" của Britney Spears và các mặt B của đĩa đơn "The Fear" có tên "Fag Hag" và "Kabul Shit."

## Danh sách track
| STT | Nhan đề                          | Sáng tác                         | Nhà sản xuất | Thời lượng |
| --- | -------------------------------- | -------------------------------- | ------------ | ---------- |
| 1.  | "Fuck You" (clean radio edit)    | Lily Allen, Greg Kurstin         | G. Kurstin   | 3:41       |
| 2.  | "Fag Hag"                        | L. Allen, G. Kurstin             | G. Kurstin   | 2:55       |
| 3.  | "Kabul Shit"                     | L. Allen, G. Kurstin             | G. Kurstin   | 3:45       |
| 4.  | "Womanizer" (phiên bản acoustic) | Nikesha Briscoe, Rafael Akinyemi | G. Kurstin   | 3:33       |